# ꬶ
Cette page contient des caractères spéciaux ou non latins. S’ils s’affichent mal (▯, ?, etc.), consultez la page d’aide Unicode.
ꬶ (uniquement en minuscule), appelé g queue croisée, est une lettre additionnelle de l’alphabet latin qui est utilisée dans plusieurs transcriptions phonétiques, notamment en dialectologie allemande dans la transcription phonétique d’Otto Bremer. Un symbole proche est utilisé dans l’alphabet dialectale danois Dania ou l’alphabet Rousselot-Gilliéron.

## Utilisation
Otto Bremer utilise le g queue croisée ‹ ꬶ › pour noter un consonne occlusive vélaire voisée palatalisée dans sa transcription phonétique de 1893 mais le remplace par le g brève inversée suscrit ‹ g̑ › par la suite.
Arwid Johannson utilise le g queue croisée dans Phonetics of the New High German language publié en 1906.
Edmund Crosby Quiggin utilise le g queue croisée dans une description du dialecte irlandais de Donegal publiée en 1906.
Hans Thies utilise le g queue croisée comme symbole phonétique dans une description phonétique du dialecte de Saarhölzbach publiée en 1912.
Suniti Kumar Chatterji (en) a utilisé le g queue croisée pour représenter une consonne occlusive uvulaire voisée [ɢ] dans la transcription du bengali en 1925.

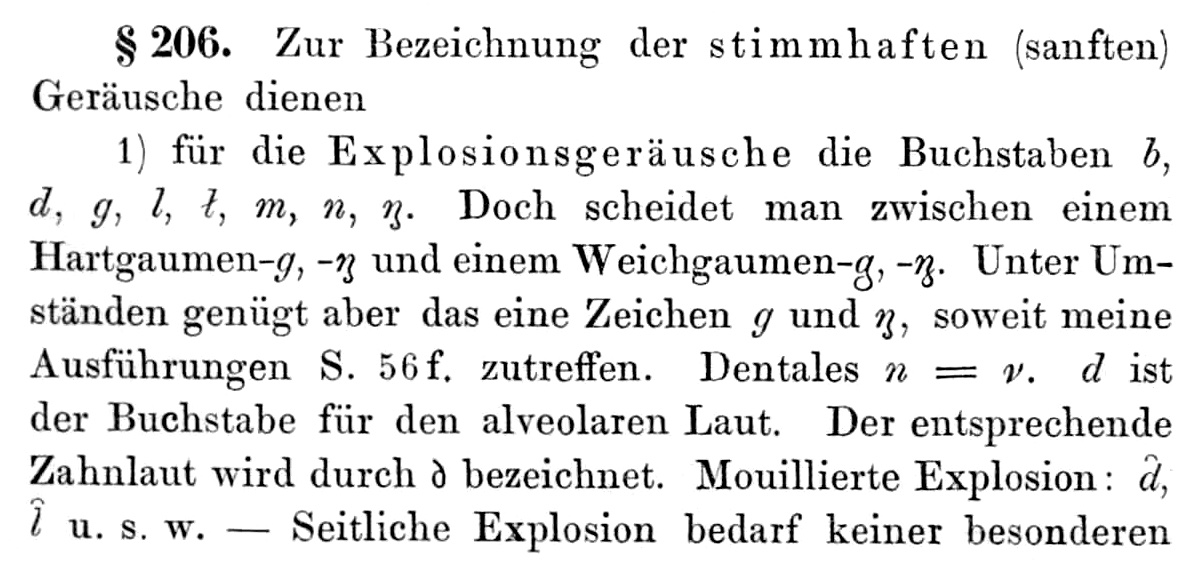
Texte de Otto Bremer, Deutsche Phonetik, 1893, présentant le g queue croisée.
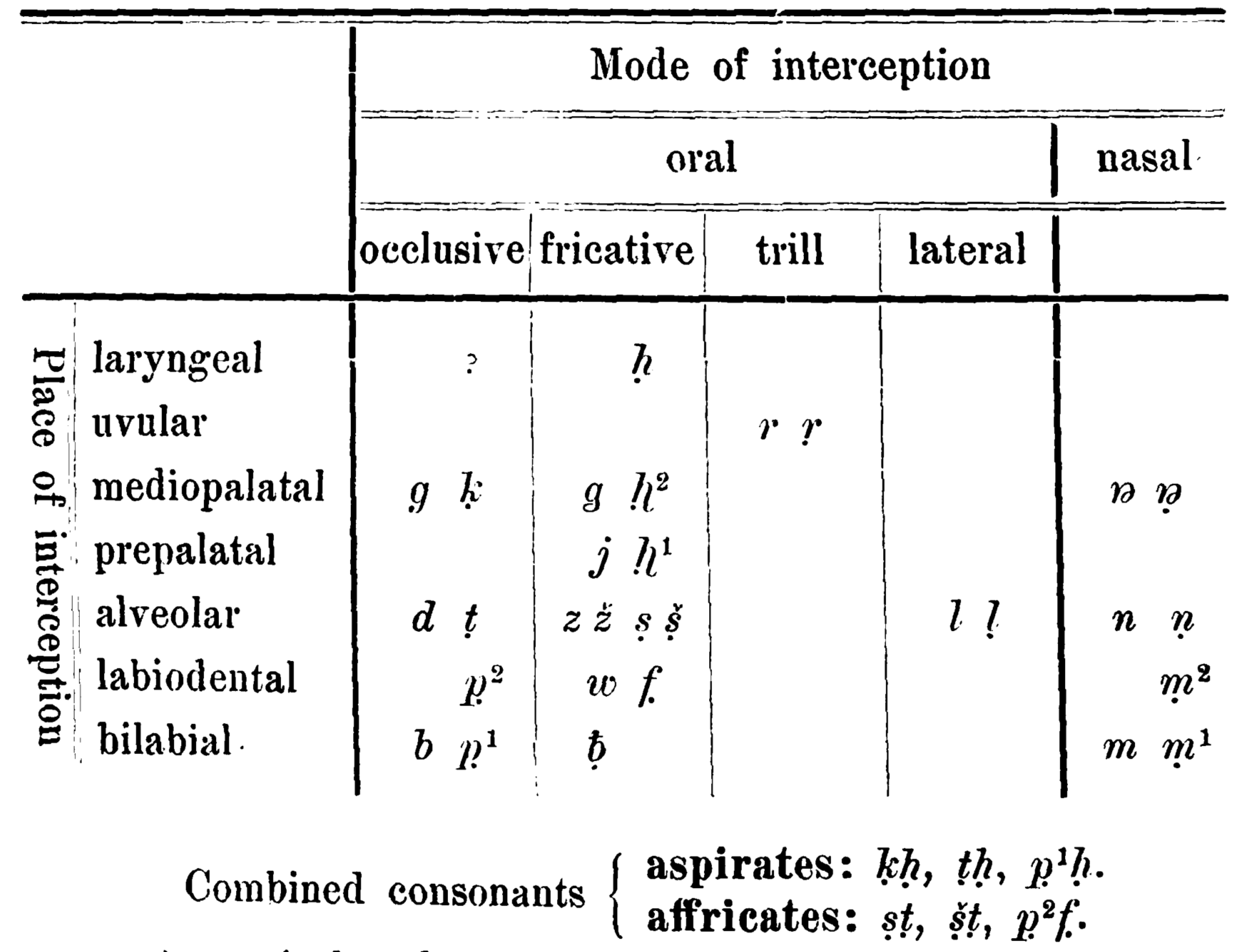
Tableau des symboles de consonnes dans Johannson 1906, avec le h hameçon.
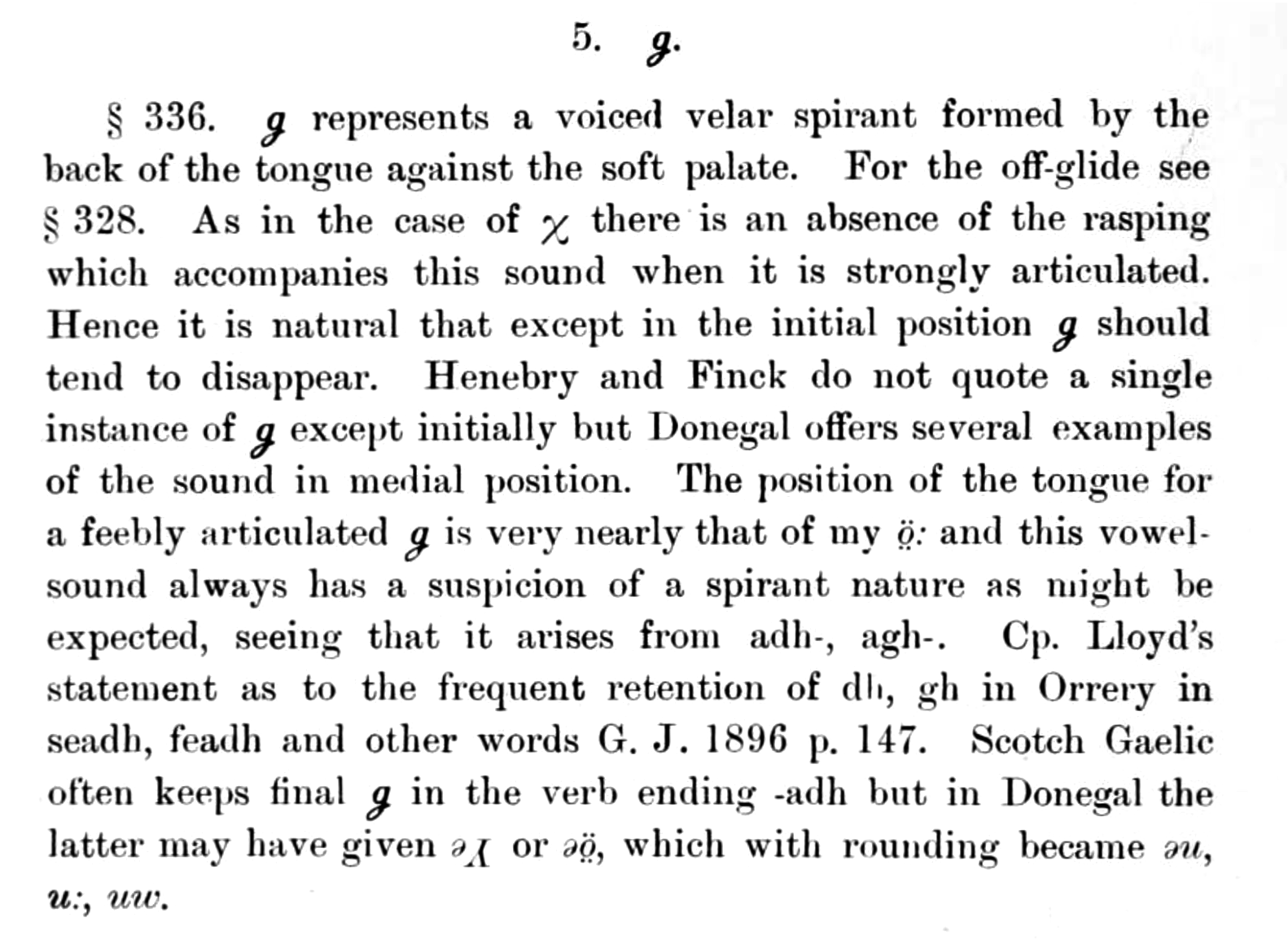
Description de ꬶ dans A dialect of Donegal, 1906.
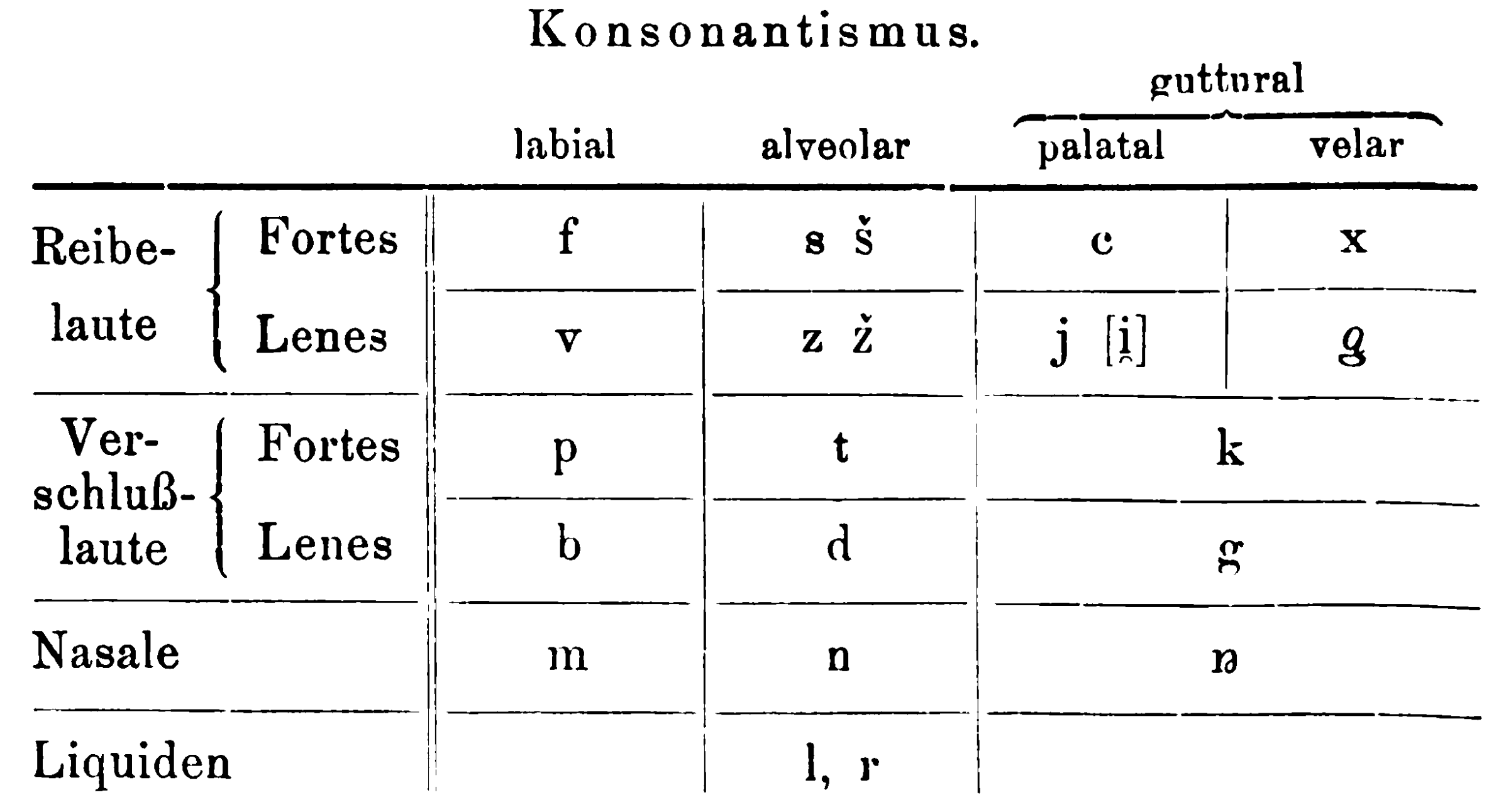
Tableau des consonnes dans Thies 1912.

## Représentations informatiques
Le g queue croisée peut être représenté avec les caractères Unicode (Latin étendu E) suivants :
| formes    | représentations | chaînes de caractères | points de code | descriptions                            |
| --------- | --------------- | --------------------- | -------------- | --------------------------------------- |
| minuscule | ꬶ               | ꬶ                     | U+AB36         | lettre minuscule latine g queue croisée |